# Aloïs Pottier
Pour les articles homonymes, voir Pottier.
Aloïs Pottier est un grimpeur français né le 9 novembre 1991 à Saint-Georges-des-Groseillers. Il est champion du monde dans la catégorie handisport RP1 en 2023.

## Biographie
Aloïs Pottier découvre l’escalade au collège et rejoint l’antenne locale du Club alpin francais. Il est victime d’un accident vasculaire cérébral à 18 ans, qui le laisse partiellement paralysé du côté droit du corps. Pottier continue à grimper, changeant de club pour celui de Caen où il déménage pour ses études.
À partir de 2019, il commence à concourir en compétitions de handi-escalade, en commençant par les championnats de France, avant de remporter une étape de coupe du monde (à Innsbruck), qualificative pour les championnats du monde. Lors de sa première participation, en 2023, il remporte l’or dans sa catégorie RP1 à Berne. 
Lors de la saison suivante, il termine 2e de l’étape de coupe du monde de Salt Lake City puis devient champion d’Europe à Villars-sur-Ollon, en Suisse.
Il est aussi encadrant d’escalade pour les jeunes de son club et dans une salle commerciale à Caen où il initie d’autres personnes handicapées.

## Distinctions
- 2023 : trophée "acteur sportif normand" décerné par le Comité régional olympique et sportif de Normandie[3]